# Forgotten (rivière)
Pour les articles homonymes, voir Forgotten.
La rivière Forgotten  (anglais : Forgotten River) est un cours d’eau du nord du Fiordland, dans l’Île du Sud de la Nouvelle-Zélande, dans le District de Southland, dans la région de Southland. 

## Géographie
C’est un affluent de la rivière Olivine, qui prend naissance à l’ouest du plateau glacier d’Olivine (en) dans le massif des Finger Range, et s’écoule vers le sud-ouest pour rejoindre la rivière au sud de Four Brothers Pass,.
La rivière fut explorée en 1864 par Alphonse Barrington (en), James Farrell et Antoine Simonin.
Il est actuellement dans la zone de nature sauvage d' Olivine, qui a un accès limité par les airs 